# 张温 (东汉)
張温（159年前—191年11月5日），字伯慎，東漢末年政治人物，南陽郡穰縣（今河南省鄧州市）人。曾位至三公。

## 生平

### 京中為官
張溫娶妻於故籍南陽豪族蔡諷之妹。早年曾受曹操祖父曹騰所提拔，甚早便在朝為官。為尚書令時曾提拔楊琁為尚書僕射。熹平年間，任潁川太守，與荀爽、賈彪等為友，又為太尉李咸立碑。中平元年（184年），張溫當時為大司農，受封為司空。

### 御軍無方
參見：涼州之亂

中平二年（185年）任車騎將軍頂替被讒言免官的皇甫嵩，與副將執金吾袁滂討伐涼州叛亂的胡人北宮伯玉，後來韓遂與邊章一同作亂，張溫追徵破虜將軍董卓、盪寇將軍周慎、別駕從事孫堅與議郎陶謙一同出征西涼，董卓會師故意遲到又對張溫態度囂張，擺明不把張溫放在眼裡，看不過的孫堅建議張溫殺董卓立軍威，但張溫懦弱不敢動董卓，此事讓孫堅與董卓皆瞧不起張溫。張溫領兵十餘萬駐紮美陽（今陝西省咸陽市武功縣西北）與邊章、韓遂交戰，初期戰勝後命周慎、董卓等追擊，但因不聽孫堅建言自作聰明誤判形勢，致使戰況膠著而撤兵，班師回朝後陶謙亦不滿張溫的無能多次私下抱怨。

### 行賄買官
中平三年（186年），張溫靠行賄升為太尉，成為第一位不在中央任職的三公。同年張溫受徵召回京師。

### 誣陷被殺
中平四年（187年），張溫因未能平亂被降職失勢。翌年，張溫遷為司隸校尉舉薦討虜校尉蓋勳為京兆尹。初平二年（191年），當時有太史令預測說會有大臣殺死人，時任衛尉的張溫不去巴結把持朝政的董卓，為董卓所怨恨，所以董卓誣蔑張溫與袁術私通，於市街上被拷打致死。

## 演義記載
登場於第八回「王司徒巧使連環計 董太師大鬧鳳儀亭」，董卓於長安宴請百官時，因呂布接獲袁術與張溫私通書信，乃登堂密告董卓；董卓獲報後，立刻命令呂布將張溫從宴席中拖出斬首，並將首級呈上，百官見之俱感顫慄，唯董卓一人飲食談笑自若。

## 評價
- 晉傅玄曰：「溫有傑才。」
- 東漢劉陶曰：「將軍張溫，天性精勇。」